# Cedeño (Bolívar)
Cedeño è un comune del Venezuela situato nello stato del Bolívar.
Il capoluogo del comune è la città di Caicara del Orinoco.